# Orquín
Orquín (Orkin en euskera y oficialmente) es una localidad española del concejo de Arraiz-Orquín, perteneciente al municipio de Ulzama, en la Comunidad Foral de Navarra.

## Toponimia
El lugar puede aparecer referido como «Orquín» y «Orkin».

## Historia
Hacia mediados del siglo XIX, el lugar ya pertenecía por entonces a Ulzama. Aparece descrito en el duodécimo volumen del Diccionario geográfico-estadístico-histórico de España y sus posesiones de Ultramar de Pascual Madoz con las siguientes palabras:

ORQUIN: l. del valle de Ulzama, en la prov. y c. g. de Navarra, aud. terr., dióc. y part. jud. de Pamplona (4 leg.): sit. á la der. del arroyo que viene de Arraiz, de quien es anejo y forma un mismo vecindario, segun los documentos oficiales: su clima frio y húmdo. No tiene parr., ni ermita. El térm. confina N. Arraiz; E. Lanz; S. Urrizola, y O. Alcoz. El terreno es montuoso, y sus prod., como lo relativo á pobl. y riqueza, pueden leerse en el artículo Arraiz (V.).
(Madoz, 1849, p. 379)

En la actualidad, forma parte del concejo de Arraiz-Orquín.